# Bicinicco

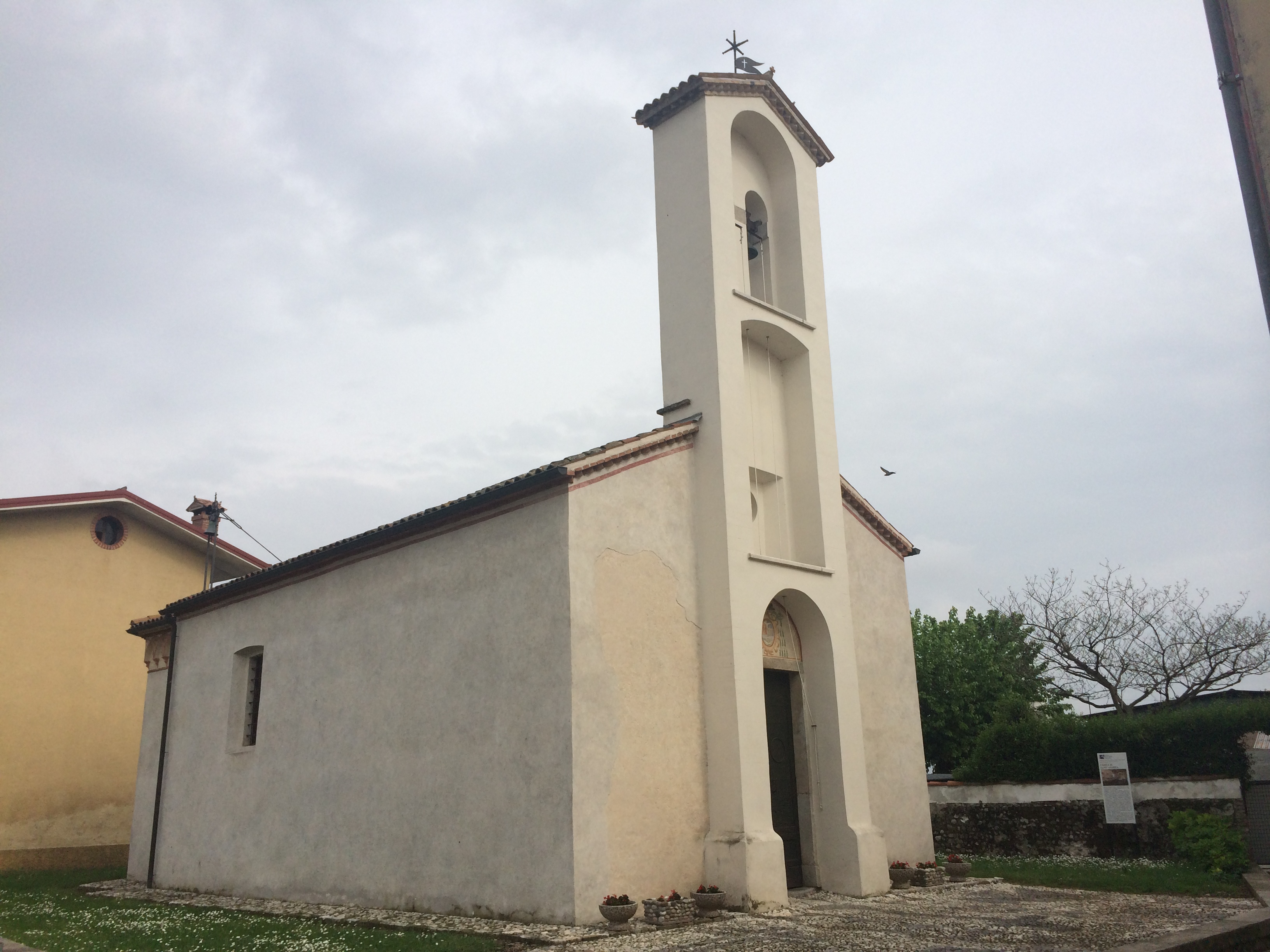
Die Kirche Sant Andrea in Bicinicco

Bicinicco (Friaulisch Bicinins) in  ist eine Gemeinde mit 1792 Einwohnern (Stand 31. Dezember 2023) in der italienischen Region Friaul-Julisch Venetien. Der Ort bedeckt eine Fläche von 15 km². Der Ort besteht aus den Ortsteilen Cuccana, Felettis und Griis.
Die Nachbargemeinden sind Castions di Strada, Gonars, Mortegliano, Pavia di Udine und Santa Maria la Longa.